# Qualificazioni al campionato europeo femminile di calcio 2001
Le qualificazioni al campionato europeo femminile di calcio 2001 ebbero luogo dal 21 agosto 1999 al 28 novembre 2000. Videro coinvolte 33 squadre divise in due classi. Solo le 16 squadre della classe A si contesero gli otto posti per la fase finale.

## Classe A

### Gruppo 1
| Data              | Luogo                | Squadra 1   | Risultato | Squadra 2   |
| ----------------- | -------------------- | ----------- | --------- | ----------- |
| 29 settembre 1999 | Umeå                 | Svezia      | 2 - 2     | Francia     |
| 30 ottobre 1999   | Eindhoven            | Paesi Bassi | 1 - 1     | Francia     |
| 7 novembre 1999   | Plasencia            | Spagna      | 2 - 5     | Svezia      |
| 27 novembre 1999  | Martigues            | Francia     | 1 - 0     | Spagna      |
| 12 dicembre 1999  | Cordova              | Spagna      | 1 - 1     | Paesi Bassi |
| 1º aprile 2000    | Almelo               | Paesi Bassi | 1 - 2     | Spagna      |
| 15 aprile 2000    | Castanet-Tolosan     | Francia     | 2 - 1     | Paesi Bassi |
| 29 aprile 2000    | Varberg              | Svezia      | 1 - 1     | Paesi Bassi |
| 17 maggio 2000    | Rotterdam            | Paesi Bassi | 0 - 3     | Svezia      |
| 21 maggio 2000    | Vilagarcía de Arousa | Spagna      | 1 - 2     | Francia     |
| 1º giugno 2000    | Nîmes                | Francia     | 2 - 0     | Svezia      |
| 11 giugno 2000    | Karlskoga            | Svezia      | 7 - 0     | Spagna      |

| Pos | Squadra     | Pti | G | V | N | P | GF | GS |
| --- | ----------- | --- | - | - | - | - | -- | -- |
| 1   | Francia     | 14  | 6 | 4 | 2 | 0 | 10 | 5  |
| 2   | Svezia      | 11  | 6 | 3 | 2 | 1 | 18 | 7  |
| 3   | Spagna      | 4   | 6 | 1 | 1 | 4 | 6  | 17 |
| 4   | Paesi Bassi | 3   | 6 | 0 | 3 | 3 | 5  | 10 |

Francia qualificata. Svezia e Spagna ai playoff A, Paesi Bassi ai playoff A-B.

### Gruppo 2
| Data              | Luogo       | Squadra 1   | Risultato | Squadra 2   |
| ----------------- | ----------- | ----------- | --------- | ----------- |
| 11 settembre 1999 | Bergen      | Norvegia    | 4 - 0     | Svizzera    |
| 16 ottobre 1999   | Zofingen    | Svizzera    | 0 - 3     | Inghilterra |
| 23 ottobre 1999   | Sesimbra    | Portogallo  | 0 - 4     | Norvegia    |
| 27 novembre 1999  | Leiria      | Portogallo  | 0 - 1     | Svizzera    |
| 20 febbraio 2000  | Barnsley    | Inghilterra | 2 - 0     | Portogallo  |
| 3 marzo 2000      | Norwich     | Inghilterra | 0 - 3     | Norvegia    |
| 1º aprile 2000    | Chêne-Bourg | Svizzera    | 0 - 2     | Portogallo  |
| 22 aprile 2000    | Sacavém     | Portogallo  | 2 - 2     | Inghilterra |
| 7 maggio 2000     | Moss        | Norvegia    | 5 - 0     | Portogallo  |
| 23 maggio 2000    | Bristol     | Inghilterra | 1 - 0     | Svizzera    |
| 4 giugno 2000     | Moss        | Norvegia    | 8 - 0     | Inghilterra |
| 24 giugno 2000    | Interlaken  | Svizzera    | 0 - 1     | Norvegia    |

| Pos | Squadra     | Pti | G | V | N | P | GF | GS |
| --- | ----------- | --- | - | - | - | - | -- | -- |
| 1   | Norvegia    | 18  | 6 | 6 | 0 | 0 | 25 | 0  |
| 2   | Inghilterra | 10  | 6 | 3 | 1 | 2 | 8  | 13 |
| 4   | Portogallo  | 7   | 6 | 1 | 1 | 4 | 4  | 14 |
| 4   | Svizzera    | 3   | 6 | 1 | 0 | 5 | 1  | 11 |

Norvegia qualificata. Inghilterra e Portogallo ai playoff A, Svizzera ai playoff A-B.

### Gruppo 3
| Data              | Luogo                 | Squadra 1 | Risultato | Squadra 2 |
| ----------------- | --------------------- | --------- | --------- | --------- |
| 22 agosto 1999    | Donec'k               | Ucraina   | 2 - 2     | Islanda   |
| 22 settembre 1999 | Reykjavík             | Islanda   | 0 - 0     | Italia    |
| 23 settembre 1999 | Fürth                 | Germania  | 3 - 0     | Ucraina   |
| 13 ottobre 1999   | Castelfranco di Sotto | Italia    | 1 - 0     | Ucraina   |
| 14 ottobre 1999   | Oldenburg             | Germania  | 5 - 0     | Islanda   |
| 11 novembre 1999  | Isernia               | Italia    | 4 - 4     | Germania  |
| 6 aprile 2000     | Francoforte sul Meno  | Germania  | 3 - 0     | Italia    |
| 11 maggio 2000    | Kiev                  | Ucraina   | 1 - 6     | Germania  |
| 7 giugno 2000     | Urbino                | Italia    | 1 - 0     | Islanda   |
| 17 giugno 2000    | Kiev                  | Ucraina   | 0 - 0     | Italia    |
| 18 agosto 2000    | Kópavogur             | Islanda   | 0 - 6     | Germania  |
| 22 agosto 2000    | Reykjavík             | Islanda   | 2 - 3     | Ucraina   |

| Pos | Squadra  | Pti | G | V | N | P | GF | GS |
| --- | -------- | --- | - | - | - | - | -- | -- |
| 1   | Germania | 16  | 6 | 5 | 1 | 0 | 27 | 5  |
| 2   | Italia   | 9   | 6 | 2 | 3 | 1 | 6  | 7  |
| 3   | Ucraina  | 5   | 6 | 1 | 2 | 3 | 6  | 14 |
| 4   | Islanda  | 2   | 6 | 0 | 2 | 4 | 4  | 17 |

Germania qualificata. Italia e Ucraina ai playoff A, Islanda ai playoff A-B.

### Gruppo 4
| Data              | Luogo      | Squadra 1  | Risultato | Squadra 2  |
| ----------------- | ---------- | ---------- | --------- | ---------- |
| 21 agosto 1999    | Kauniainen | Finlandia  | 0 - 2     | Russia     |
| 18 settembre 1999 | Niš        | Jugoslavia | 2 - 0     | Finlandia  |
| 29 settembre 1999 | Odense     | Danimarca  | 2 - 4     | Russia     |
| 9 ottobre 1999    | Mosca      | Russia     | 4 - 0     | Jugoslavia |
| 10 novembre 1999  | Odense     | Danimarca  | 6 - 0     | Jugoslavia |
| 12 aprile 2000    | Odense     | Danimarca  | 3 - 1     | Finlandia  |
| 20 maggio 2000    | Seljatino  | Russia     | 3 - 0     | Finlandia  |
| 24 maggio 2000    | Novi Sad   | Jugoslavia | 0 - 8     | Danimarca  |
| 1º giugno 2000    | Mikkeli    | Finlandia  | 2 - 1     | Danimarca  |
| 14 giugno 2000    | Seljatino  | Russia     | 5 - 2     | Danimarca  |
| 24 giugno 2000    | Niš        | Jugoslavia | 0 - 1     | Russia     |
| 1º luglio 2000    | Jakobstad  | Finlandia  | 2 - 0     | Jugoslavia |

| Pos | Squadra    | Pti | G | V | N | P | GF | GS |
| --- | ---------- | --- | - | - | - | - | -- | -- |
| 1   | Russia     | 18  | 6 | 6 | 0 | 0 | 19 | 4  |
| 2   | Danimarca  | 9   | 6 | 3 | 0 | 3 | 22 | 12 |
| 3   | Finlandia  | 6   | 6 | 2 | 0 | 4 | 5  | 11 |
| 4   | Jugoslavia | 3   | 6 | 1 | 0 | 5 | 2  | 21 |

Russia qualificata. Danimarca e Finlandia ai play-off A, Jugoslavia ai play-off A-B.

## Classe B

### Gruppo 5
| Data              | Luogo           | Squadra 1 | Risultato | Squadra 2 |
| ----------------- | --------------- | --------- | --------- | --------- |
| 18 settembre 1999 | Biała Podlaska  | Polonia   | 4 - 1     | Austria   |
| 3 ottobre 1999    | Port Talbot     | Galles    | 0 - 4     | Polonia   |
| 16 ottobre 1999   | Machelen        | Belgio    | 3 - 1     | Austria   |
| 24 ottobre 1999   | Langenrohr      | Austria   | 1 - 1     | Galles    |
| 6 novembre 1999   | Wavre           | Belgio    | 4 - 1     | Polonia   |
| 1º dicembre 1999  | Llanelli        | Galles    | 0 - 2     | Belgio    |
| 26 marzo 2000     | Ciney           | Belgio    | 6 - 0     | Galles    |
| 15 aprile 2000    | Horn            | Austria   | 0 - 3     | Belgio    |
| 29 aprile 2000    | Gußwerk         | Austria   | 2 - 3     | Polonia   |
| 6 maggio 2000     | Konin           | Polonia   | 2 - 2     | Belgio    |
| 14 maggio 2000    | Newtown         | Galles    | 0 - 1     | Austria   |
| 27 maggio 2000    | Piekary Śląskie | Polonia   | 2 - 2     | Galles    |

| Pos | Squadra | Pti | G | V | N | P | GF | GS |
| --- | ------- | --- | - | - | - | - | -- | -- |
| 1   | Belgio  | 16  | 6 | 5 | 1 | 0 | 20 | 4  |
| 2   | Polonia | 11  | 6 | 3 | 2 | 1 | 16 | 11 |
| 3   | Austria | 4   | 6 | 1 | 1 | 4 | 6  | 14 |
| 4   | Galles  | 2   | 6 | 0 | 2 | 4 | 3  | 16 |

Belgio avanza al playoff A-B.

### Gruppo 6
| Data             | Luogo         | Squadra 1 | Risultato | Squadra 2 |
| ---------------- | ------------- | --------- | --------- | --------- |
| 3 ottobre 1999   | Cumbernauld   | Scozia    | 3 - 0     | Irlanda   |
| 17 ottobre 1999  | Blšany        | Rep. Ceca | 1 - 1     | Irlanda   |
| 23 ottobre 1999  | Parenzo       | Croazia   | 4 - 3     | Scozia    |
| 30 ottobre 1999  | Dublino       | Irlanda   | 2 - 0     | Croazia   |
| 14 novembre 1999 | Cumbernauld   | Scozia    | 2 - 1     | Rep. Ceca |
| 29 aprile 2000   | Dublino       | Irlanda   | 0 - 3     | Scozia    |
| 6 maggio 2000    | Velika Gorica | Croazia   | 1 - 3     | Irlanda   |
| 14 maggio 2000   | Stirling      | Scozia    | 4 - 1     | Croazia   |
| 28 maggio 2000   | Arklow        | Irlanda   | 0 - 4     | Rep. Ceca |
| 17 giugno 2000   | Zaprešić      | Croazia   | 1 - 2     | Rep. Ceca |
| 1º luglio 2000   | Vranovice     | Rep. Ceca | 5 - 0     | Croazia   |
| 26 agosto 2000   | Blšany        | Rep. Ceca | 5 - 1     | Scozia    |

| Pos | Squadra   | Pti | G | V | N | P | GF | GS |
| --- | --------- | --- | - | - | - | - | -- | -- |
| 1   | Rep. Ceca | 13  | 6 | 4 | 1 | 1 | 18 | 5  |
| 2   | Scozia    | 12  | 6 | 4 | 0 | 2 | 16 | 11 |
| 3   | Irlanda   | 9   | 6 | 2 | 1 | 3 | 6  | 12 |
| 4   | Croazia   | 3   | 6 | 1 | 0 | 5 | 7  | 19 |

Rep. Ceca avanza al playoff A-B.

### Gruppo 7
| Data              | Luogo           | Squadra 1   | Risultato | Squadra 2   |
| ----------------- | --------------- | ----------- | --------- | ----------- |
| 11 agosto 1999    | Babrujsk        | Bielorussia | 4 - 1     | Estonia     |
| 4 settembre 1999  | Kuressaare      | Estonia     | 0 - 4     | Slovacchia  |
| 16 settembre 1999 | Valga           | Estonia     | 2 - 6     | Romania     |
| 17 settembre 1999 | Bat Yam         | Israele     | 0 - 5     | Bielorussia |
| 7 ottobre 1999    | Maladzečna      | Bielorussia | 1 - 0     | Slovacchia  |
| 19 ottobre 1999   | Herzliya        | Israele     | 2 - 1     | Estonia     |
| 24 ottobre 1999   | Câmpina         | Romania     | 1 - 1     | Bielorussia |
| 31 ottobre 1999   | Herzliya        | Israele     | 0 - 4     | Romania     |
| 16 novembre 1999  | Bat Yam         | Israele     | 0 - 5     | Slovacchia  |
| 25 aprile 2000    | Nitra           | Slovacchia  | 4 - 0     | Israele     |
| 17 maggio 2000    | Valga           | Estonia     | 0 - 7     | Bielorussia |
| 18 maggio 2000    | Câmpina         | Romania     | 4 - 1     | Slovacchia  |
| 4 giugno 2000     | Câmpina         | Romania     | 5 - 1     | Israele     |
| 15 giugno 2000    | Myjava          | Slovacchia  | 0 - 3     | Romania     |
| 27 giugno 2000    | Tallinn         | Estonia     | 1 - 2     | Israele     |
| 29 giugno 2000    | Mazyr           | Bielorussia | 0 - 1     | Romania     |
| 5 luglio 2000     | Minsk           | Bielorussia | 1 - 0     | Israele     |
| 5 agosto 2000     | Stropkov        | Slovacchia  | 6 - 1     | Bielorussia |
| 26 agosto 2000    | Câmpina         | Romania     | 10 - 0    | Estonia     |
| 29 agosto 2000    | Žiar nad Hronom | Slovacchia  | 3 - 1     | Estonia     |

| Pos | Squadra     | Pti | G | V | N | P | GF | GS |
| --- | ----------- | --- | - | - | - | - | -- | -- |
| 1   | Romania     | 22  | 8 | 7 | 1 | 0 | 34 | 5  |
| 2   | Bielorussia | 16  | 8 | 5 | 1 | 2 | 20 | 9  |
| 3   | Slovacchia  | 15  | 8 | 5 | 0 | 3 | 23 | 10 |
| 4   | Israele     | 6   | 8 | 2 | 0 | 6 | 5  | 26 |
| 5   | Estonia     | 0   | 8 | 0 | 0 | 8 | 6  | 38 |

Romania avanza al playoff A-B.

### Gruppo 8
| Data              | Luogo          | Squadra 1            | Risultato | Squadra 2            |
| ----------------- | -------------- | -------------------- | --------- | -------------------- |
| 16 settembre 1999 | Velika Kladuša | Bosnia ed Erzegovina | 2 - 6     | Turchia              |
| 4 ottobre 1999    | Bük            | Ungheria             | 13 - 0    | Bosnia ed Erzegovina |
| 21 novembre 1999  | Katerini       | Grecia               | 0 - 8     | Ungheria             |
| 22 novembre 1999  | Lukavac        | Bosnia ed Erzegovina | 1 - 3     | Grecia               |
| 14 aprile 1999    | Smirne         | Turchia              | 2 - 8     | Ungheria             |
| 14 aprile 1999    | Karditsa       | Grecia               | 0 - 0     | Turchia              |
| 9 maggio 2000     | Istanbul       | Turchia              | 3 - 1     | Bosnia ed Erzegovina |
| 19 maggio 2000    | Calcide        | Grecia               | 4 - 0     | Bosnia ed Erzegovina |
| 16 giugno 2000    | Kecskemét      | Ungheria             | 6 - 0     | Grecia               |
| 16 giugno 2000    | Kecskemét      | Ungheria             | 6 - 0     | Turchia              |
| 24 agosto 2000    | Ankara         | Turchia              | 2 - 3     | Grecia               |
| 25 agosto 2000    | Travnik        | Bosnia ed Erzegovina | 0 - 3     | Ungheria             |

| Pos | Squadra              | Pti | G | V | N | P | GF | GS |
| --- | -------------------- | --- | - | - | - | - | -- | -- |
| 1   | Ungheria             | 18  | 6 | 6 | 0 | 0 | 44 | 2  |
| 2   | Grecia               | 10  | 6 | 3 | 1 | 2 | 10 | 17 |
| 3   | Turchia              | 7   | 6 | 2 | 1 | 3 | 13 | 20 |
| 4   | Bosnia ed Erzegovina | 0   | 6 | 0 | 0 | 6 | 4  | 32 |

Ungheria avanza al playoff A-B.

## Playoff A
| Squadra 1 | Totale | Squadra 2   | Andata | Ritorno |
| --------- | ------ | ----------- | ------ | ------- |
| Svezia    | 10 - 3 | Finlandia   | 5 - 1  | 5 - 2   |
| Italia    | 3 - 1  | Portogallo  | 3 - 0  | 0 - 1   |
| Spagna    | 3 - 10 | Danimarca   | 1 - 6  | 2 - 4   |
| Ucraina   | 1 - 4  | Inghilterra | 1 - 2  | 0 - 2   |

Svezia, Italia, Danimarca, Inghilterra qualificate.

## Playoff A-B
| Squadra 1 | Totale | Squadra 2   | Andata | Ritorno |
| --------- | ------ | ----------- | ------ | ------- |
| Romania   | 2 - 10 | Islanda     | 2 - 2  | 0 - 8   |
| Ungheria  | 0 - 5  | Paesi Bassi | 0 - 3  | 0 - 2   |
| Belgio    | 1 - 1  | Svizzera    | 1 - 1  | 0 - 0   |
| Rep. Ceca | 4 - 2  | Jugoslavia  | 1 - 0  | 3 - 2   |